# Парламентарни избори у Италији 1994.
Парламентарни избори у Италији 1994. су одржани 27. и 28. марта 1994.
Ови избори су били први избори тзв. "Друге италијанске републике", такође на овим изборима је уведен нови изборни систем по којем је 155 мандата у Дому посланика бирано по пропорционалном систему, док је 475 по већинском. У Сенату 233 мандата је бирано по већинском, а 82 по пропорционалном.
Изборе је победио Силвио Берлускони и његове коалиције Пол слободе (на северу) и Пол доброг управљања (на југу). Берлускони је формирао владу и постао премијер, међутим седам месеци после ових избора због напуштања Северне лиге, Берлускони је изгубио већину и с владом дао оставку 10. јануара 1995.

## Резултати

#### Избори за Дом посланика
| Коалиције/странке                  | Коалиције/странке                              | Расподјела мандата по већинском систему | Расподјела мандата по већинском систему | Расподјела мандата по већинском систему | Расподјела мандата по пропорционалном систему | Расподјела мандата по пропорционалном систему | Расподјела мандата по пропорционалном систему | Расподјела мандата по пропорционалном систему | Расподјела мандата по пропорционалном систему | укупно  |
| ---------------------------------- | ---------------------------------------------- | --------------------------------------- | --------------------------------------- | --------------------------------------- | --------------------------------------------- | --------------------------------------------- | --------------------------------------------- | --------------------------------------------- | --------------------------------------------- | ------- |
| Коалиције/странке                  | Коалиције/странке                              | Гласови                                 | %                                       | Мандати                                 | Странке у коалицији                           | Странке у коалицији                           | Странке у коалицији                           | Странке у коалицији                           | Странке у коалицији                           |         |
| Коалиције/странке                  | Коалиције/странке                              | Гласови                                 | %                                       | Мандати                                 | Странка                                       | Гласови                                       | %                                             | Мандати                                       | Укупно                                        | Мандати |
|                                    | Пол слободе/Пол доброг управљања               | 18,200,270                              | 46,1                                    | 302                                     | Напред Италијо - ЦЦД                          | 8,138,781                                     | 21,0                                          | 30                                            | 64                                            | 366     |
| Национална алијанса                | Пол слободе/Пол доброг управљања               | 18,200,270                              | 46,1                                    | 302                                     | 5,214,133                                     | 13,5                                          | 23                                            |                                               | 64                                            | 366     |
| Северна лига                       | Пол слободе/Пол доброг управљања               | 18,200,270                              | 46,1                                    | 302                                     | 3,235,248                                     | 8,4                                           | 11                                            |                                               | 64                                            | 366     |
| Италијански радикали               | Пол слободе/Пол доброг управљања               | 18,200,270                              | 46,1                                    | 302                                     | 1,359,283                                     | 3,5                                           | -                                             |                                               | 64                                            | 366     |
|                                    | Напредњаци                                     | 12,722,157                              | 33,0                                    | 164                                     | Демократска партија левице                    | 7,881,646                                     | 20,4                                          | 38                                            | 49                                            | 213     |
| Комунистичка обнова Италије        | Напредњаци                                     | 12,722,157                              | 33,0                                    | 164                                     | 2,343,946                                     | 6,1                                           | 11                                            |                                               | 49                                            | 213     |
| Зелени Италије                     | Напредњаци                                     | 12,722,157                              | 33,0                                    | 164                                     | 1,047,268                                     | 2,7                                           | -                                             |                                               | 49                                            | 213     |
| Италијанска социјалистичка партија | Напредњаци                                     | 12,722,157                              | 33,0                                    | 164                                     | 849,429                                       | 2,2                                           | -                                             |                                               | 49                                            | 213     |
| Покрет за демократију              | Напредњаци                                     | 12,722,157                              | 33,0                                    | 164                                     | 719,841                                       | 1,9                                           | -                                             |                                               | 49                                            | 213     |
| Демократски савез                  | Напредњаци                                     | 12,722,157                              | 33,0                                    | 164                                     | 456,114                                       | 1,2                                           | -                                             |                                               | 49                                            | 213     |
|                                    | Пакт за Италију                                | 6,019,038                               | 15,6                                    | 4                                       | Италијанска народна странка                   | 4,287,172                                     | 11,1                                          | 29                                            | 42                                            | 46      |
| Пакт Сењи                          | Пакт за Италију                                | 6,019,038                               | 15,6                                    | 4                                       | 1,811,814                                     | 4,7                                           | 13                                            |                                               | 42                                            | 46      |
|                                    | Италијанска социјалистичко демократска партија | 219,819                                 | 0,6                                     | -                                       |                                               | 179,495                                       | 0,5                                           | -                                             | -                                             | -       |
|                                    | Народна партија Јужног Тирола                  | 187,997                                 | 0,5                                     | 3                                       |                                               | 231,842                                       | 0,6                                           | -                                             | -                                             | 3       |
|                                    | Лига за Југ                                    | 53,131                                  | 0,1                                     | 1                                       |                                               | 59,873                                        | 0.2                                           | -                                             | -                                             | 1       |
|                                    | Валдостански савез                             | 43,700                                  | 0,1                                     | 1                                       |                                               | -                                             | -                                             | -                                             | -                                             | 1       |

#### Избори за Сенат
| Гласови | %                                | Мандати    | Мандати | Мандати |    |     |
|         | Пол слободе/Пол доброг управљања | 14,110,705 | 42,5%   | 128     | 28 | 156 |
|         | Напредњаци                       | 11,058,770 | 33,4%   | 97      | 26 | 123 |
|         | Пакт за Италију                  | 5,519,090  | 16,7%   | 3       | 28 | 31  |
|         | Народна партија Јужног Тирола    | 217,137    | 0,7%    | 3       | -  | 3   |
|         | Валдостански савез               | 27,493     | 0,1%    | 1       | -  | 1   |
|         | Остале странке                   | 1,644,671  | 5,0%    | -       | -  | -   |